# Kritiško sito (nagrada)
Kritiško sito je slovenska literarna nagrada, ki jo od leta 2012 za najboljše literarno delo slovenskega avtorja v preteklem letu podeljuje Društvo slovenskih literarnih kritikov.

## Nagrajenci
- 2025: Ana Svetel: Steklene stene (Beletrina, 2024)
- 2024: Ana Pepelnik: To se ne pove (LUD Literatura, 2023)
- 2023: Ajda Bračič: Leteči ljudje (LUD Literatura, 2022)

- 2022: Ana Marwan: Zabubljena (Beletrina, 2021)

- 2021: Muanis Sinanović: Krhke karavane (LUD Literatura, 2020)

- 2020: Anja Golob: da ne da ne bo več prišla ... (samozaložba, 2019)

- 2019: Jernej Županič: Mamuti (LUD Literatura, 2018)

- 2018: Milan Jesih: Maršal (Beletrina, 2017)

- 2017: Mojca Kumerdej: Kronosova žetev (Beletrina, 2016)

- 2016: Jure Jakob: Hiše in drugi prosti spisi (Mladinska knjiga, 2015)

- 2015: Katarina Marinčič: Po njihovih besedah (Modrijan, 2014)

- 2014: Davorin Lenko: Telesa v temi (Center za slovensko književnost, 2013)

- 2013: Maruša Krese: Da me je strah? (Goga, 2012)

- 2012: Katja Perat: Najboljši so padli (Študentska založba, 2011)